# Корё (посёлок)
Корё (яп. 広陵町 Ко:рё:-тё:) — посёлок в Японии, находящийся в уезде Китакацураги префектуры Нара. Площадь посёлка составляет 16,33 км², население — 33 723 человека (1 августа 2014), плотность населения — 2065,09 чел./км².

## Географическое положение
Посёлок расположен на острове Хонсю в префектуре Нара региона Кинки. С ним граничат города Касихара, Касиба, Яматотакада и посёлки Каваи, Каммаки, Таварамото, Мияке.

## Население
Население посёлка составляет 33 723 человека (1 августа 2014), а плотность — 2065,09 чел./км². Изменение численности населения с 1980 по 2005 годы:
| 1980 | 18 427 чел. |  |
| 1985 | 20 345 чел. |  |
| 1990 | 24 605 чел. |  |
| 1995 | 29 457 чел. |  |
| 2000 | 31 444 чел. |  |
| 2005 | 32 810 чел. |  |

## Символика
Деревом посёлка считается османтус, цветком — подсолнечник однолетний.

## Знаменитые жители
Корё — родина единственного в истории 3-кратного олимпийского чемпиона по дзюдо Тадахиро Номуры.